# Municipio de Emma (Kansas)
El municipio de Emma (en inglés: Emma Township) es un municipio ubicado en el condado de Harvey en el estado estadounidense de Kansas. En el año 2010 tenía una población de 4267 habitantes y una densidad poblacional de 45,69 personas por km².

## Geografía
El municipio de Emma se encuentra ubicado en las coordenadas 38°7′49″N 97°25′37″O / 38.13028, -97.42694. Según la Oficina del Censo de los Estados Unidos, el municipio tiene una superficie total de 93.39 km², de la cual 93.39 km² corresponden a tierra firme y (0%) 0 km² es agua.

## Demografía
Según el censo de 2010, había 4267 personas residiendo en el municipio de Emma. La densidad de población era de 45,69 hab./km². De los 4267 habitantes, el municipio de Emma estaba compuesto por el 93.34% blancos, el 1.48% eran afroamericanos, el 0.52% eran amerindios, el 1.45% eran asiáticos, el 0.02% eran isleños del Pacífico, el 1.41% eran de otras razas y el 1.78% pertenecían a dos o más razas. Del total de la población el 4.1% eran hispanos o latinos de cualquier raza.